# Arboretum de Zurich
L'arboretum de Zurich est un jardin public et un arboretum situé dans la ville de Zurich, en Suisse.

## Histoire
Le parc, situé au bord du Zurich, a été créé dans le cadre de la mise en valeur du quai dans les années 1883-1887. À l'origine, il devait se présenter comme un parc public classique ; cependant, en 1885 soit peu de temps avant le début de la construction, un groupe de professeurs de botanique et de géologie ont présenté à la direction des travaux un projet enrichissant le concept de parc pour le transformer en arboretum. Peu de temps après, une commission a été formée sur ce sujet, avec en particulier les architectes paysagistes Évariste Mertens et Otto Fröbel ou le professeur de botanique Carl Schröter. Sur les conseils de cette commission, une collection d'arbres d'espèces exotiques et de roches alpestres ont été inclus dans le projet.
Au fil des décennies, des changements successifs ont été apportés au concept de base ; en particulier, les plantes alpestres délicates ont été progressivement remplacées par des arbustes à fleurs qui demandaient moins de soins. Depuis les travaux menés en 1985 cependant, un processus de restauration est en cours : les sentiers de graviers ont été restaurés et les essences d'origine replantées selon les concepts scientifiques du passé.
L'ensemble du parc est inscrit comme bien culturel d'importance nationale. Il est aujourd'hui utilisé par la population locale comme parc public plus que comme jardin botanique.

## Source
- (de) Cet article est partiellement ou en totalité issu de l’article de Wikipédia en allemand intitulé « Arboretum Zürich » (voir la liste des auteurs).